# Chinquapin (Caroline du Nord)
Chinquapin est une census-designated place située dans le comté de Duplin, dans l’État de Caroline du Nord, aux États-Unis. Lors du recensement de 2020, elle comptait 86 habitants.